# Сердюк, Александр Иванович
Александр Иванович Сердю́к (укр. Олександр Іванович Сердюк; 1900—1988) — украинский, советский актёр, театральный режиссёр, педагог. Народный артист СССР (1951). Лауреат двух Сталинских премий (1947, 1948).

## Биография
Александр Сердюк родился 14 (27) июня 1900 года в селе Бзов (ныне Броварский район, Киевская область, Украина).
В 1919 году окончил Киевский музыкально-драматический институт имени Н. В. Лысенко (ныне Киевский национальный университет театра, кино и телевидения имени И. К. Карпенко-Карого).
Сценическую деятельность начал в Первом театре Украинской советской республики им. Т. Шевченко в Киеве (ныне Днепровский драматический театр имени Т. Шевченко) (1919—1922). С 1922 года — актёр театра «Березиль», ученик Л. Курбаса. В 1926 году вместе с театром переехал в Харьков. После разгрома «Березиля» в 1933 года остался в труппе театра (с 1935 — Харьковский украинский драматический театр им. Т. Шевченко). В 1957—1962 годах — его директор и художественный руководитель.
Актёр героико-романтического направления. Играл также характерные и комедийные роли. Образы, созданные актёром, отличаются реализмом, монументальностью.
С 1946 года занимался режиссурой.
С 1946 года преподавал в Харьковском театральном институте (ныне Харьковский национальный университет искусств имени И. П. Котляревского) (с 1960 — профессор).
Член ВКП(б) с 1943 года. Депутат Верховного Совета Украинской ССР 4-5-го созывов.
Александр Сердюк умер 14 декабря 1988 года. Похоронен на 2-м городском кладбище Харькова.

### Семья
- Жена — Анастасия Зиновьевна Левицкая (1899—1955), украинская советская актриса, оперная певица (меццо-сопрано), музыкальный педагог. Народная артистка Украинской ССР (1947).
- Сын — Лесь (Александр Александрович) Сердюк (1940—2010), украинский актёр. Народный артист Украины (1996).

## Награды и звания
- Заслуженный артист Украинской ССР
- Народный артист Украинской ССР (1943)
- Народный артист СССР (1951)
- Сталинская премия первой степени (1947) — за исполнение роли Никиты в спектакле «Ярослав Мудрый» И. А. Кочерги
- Сталинская премия второй степени (1948) — за исполнение роли Сергеева в спектакле «Генерал Ватутин» Л. Д. Дмитерко
- Орден Ленина (24.11.1960)
- Орден Трудового Красного Знамени (22.05.1947)[2]
- Орден Дружбы народов (26.06.1980)[3]
- Медаль «За доблестный труд в Великой Отечественной войне 1941—1945 гг.»
- Медали.

## Творчество

### Роли в театре
- 1924 — «Секретарь профсоюза» Л. Скотту — Том Киттлинг
- 1925 — «Жакерия» П. Мериме — Барон
- 1927 — «Савва Чалый» И. К. Карпенко-Карого — Савва Чалый
- 1928 — «Бронепоезд 14-69» Вс. В. Иванова — Васька Окорок
- 1929 — «Мина Мазайло» Н. Г. Кулиша — Мокий
- 1933 — «Гибель эскадры» А. Е. Корнейчука — Кобза
- 1936 — «Дай сердцу волю, заведет в неволю» М. Л. Кропивницкого — Никита
- 1937 — «Правда» А. Е. Корнейчука — Тарас Голота
- 1939 — «Назар Стодоля» Т. Г. Шевченко — Назар
- 1939 — «Богдан Хмельницкий» А. Е. Корнейчука — Богун
- 1940 — «В степях Украины» А. Е. Корнейчука — Чеснок
- 1940 — «Евгения Гранде» по О. де Бальзаку — граф Шарль
- 1946 — «Ярослав Мудрый» И. А. Кочерги — Никита
- 1947 — «Егор Булычов и другие» М. Горького — Егор Булычов
- 1947 — «Генерал Ватутин» Л. Д. Дмитерко — Сергеев
- 1948 — «Макар Дубрава» А. Е. Корнейчука — Кругляк
- 1950 — «Навеки вместе» Л. Д. Дмитерко — Выговский
- 1952 — «Ревизор» Н. В. Гоголя — Городничий
- 1952 — «Отелло» У. Шекспира — Отелло
- 1952 — «Любовь на рассвете» Я. А. Галана — Николай Воркалюк
- 1956 — «Гамлет» У. Шекспира — Клавдий
- 1957 — «Тартюф» Мольера — Тартюф
- 1966 — «Каменный властелин» Л. Украинки — Командор
- «Платон Кречет» А. Е. Корнейчука — Платон
- «Таблетку под язык» А. Е. Макаёнка — Каравай
- «Третья патетическая» Н. Ф. Погодина — Ленин
- «Между ливнями» А. П. Штейна — Ленин

### Постановки
- 1958 — «Савва Чалый» И. К. Карпенко-Карого
- 1961 — «Гайдамаки» по Т. Г. Шевченко
- 1956 — «Ой, пойду я в Богуславку» по И. Я. Франко
- 1959 — «Дальняя луна» С. Е. Голованивского
- 1960 — «Неравный бой» В. С. Розова
- 1961 — «Антей» Н. Я. Зарудного
- 1962 — «Маруся Богуславка» М. П. Старицкого

### Роли в кино
- 1933 — Колиивщина — Семен Неживой
- 1936 — Назар Стодоля — Назар Стодоля
- 1936 — Прометей — помещик Свичка
- 1937 — Запорожец за Дунаем (музыкальный фильм) — Андрей
- 1939 — Стожары (короткометражный) — Черненко
- 1945 — Украинские мелодии (музыкальный фильм) — воин-поэт
- 1953 — Судьба Марины — Гнат Петрович Подкова, председатель колхоза
- 1957 — Любовь на рассвете (фильм-спектакль) — Николай Воркалюк
- 1965 — Гибель эскадры — Кобаха

### Сочинения
- Роздуми і нотатки актора. — К.,1989.

## Память
- В 1933—1935 годах А. Сердюк позировал скульптору М. Манизеру для фигур повстанца с косой и казака, разрывающего путы, многофигурного памятника Т. Шевченко в Харькове.
- На здании в Харькове, где жил А. Сердюк, установлена мемориальная доска.
- Актёру посвящены фильмы: «Встреча с собой» (1968, Харковская студия телевидения), «Харьков Леся Сердюка» (1995, телестудия «Ника-Арс»).